# Karel Ančerl
Karel Ančerl (Tučapy, Csehország, 1908. április 11. – Toronto,  1973. július 3.) cseh karmester, zeneszerző. A huszadik század ötvenes-hatvanas éveiben vezényelte a cseh szimfonikusokat.

## Életpályája
Zenei tanulmányait Prágában végezte. Mesterei között voltak A. Háha, Václav Talich és H. Scherchen. A második világháború alatt, 1939 és 1945 között  különböző koncentrációs táborok, köztük a theresienstadti koncentrációs tábor foglya volt. A világháború után dramaturgként dolgozott, majd a prágai Nagyopera első karmestere lett. 1948 és 1950 között a prágai rádiózenekar vezetője, majd 1950 és 1960 között a prágai Cseh Filharmónia művészeti igazgatója és vezető karmestere volt. 1969-től ő lett a torontói szimfonikus zenekar karmestere.

## Képgaléria

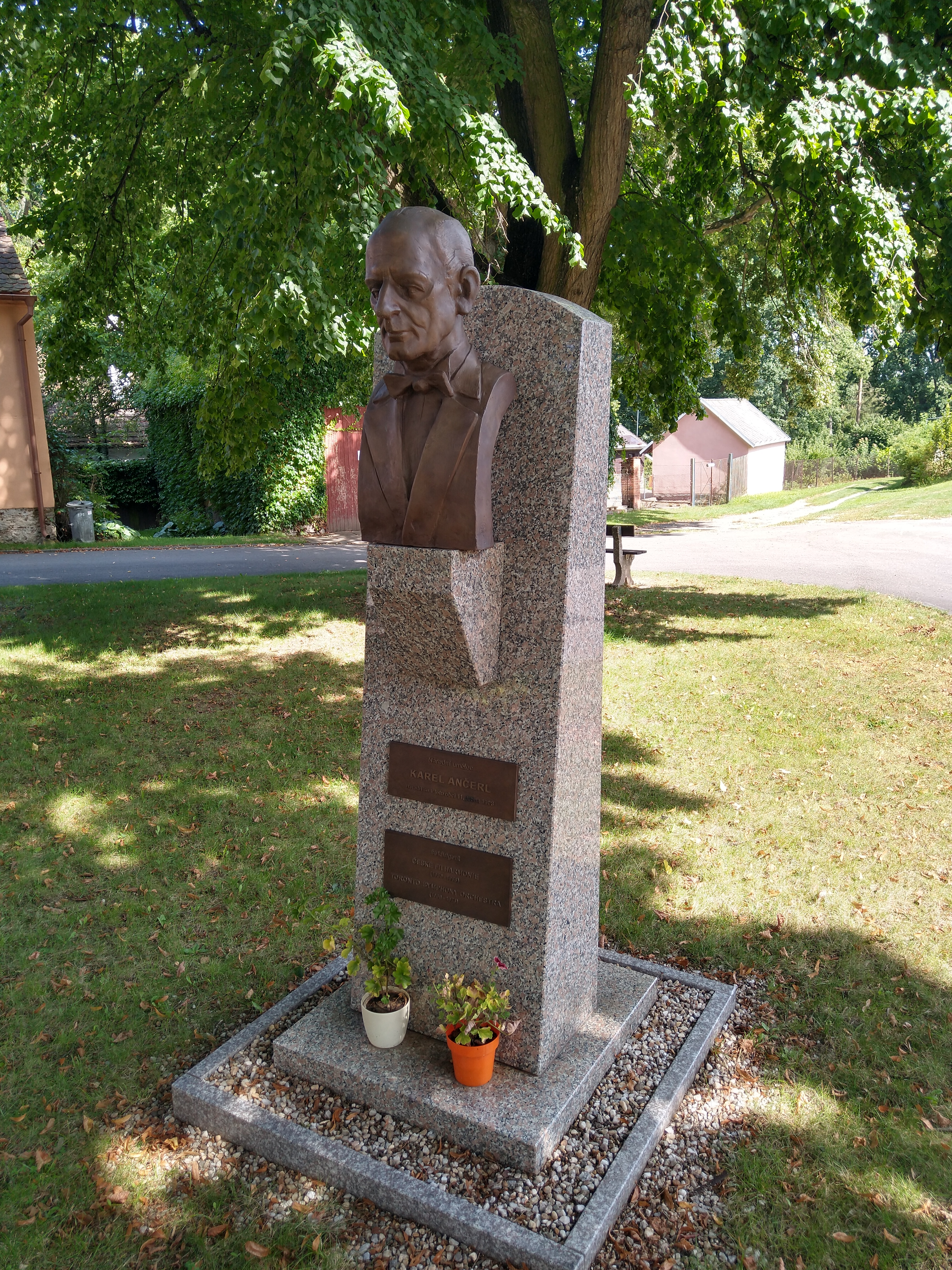
Büsztje
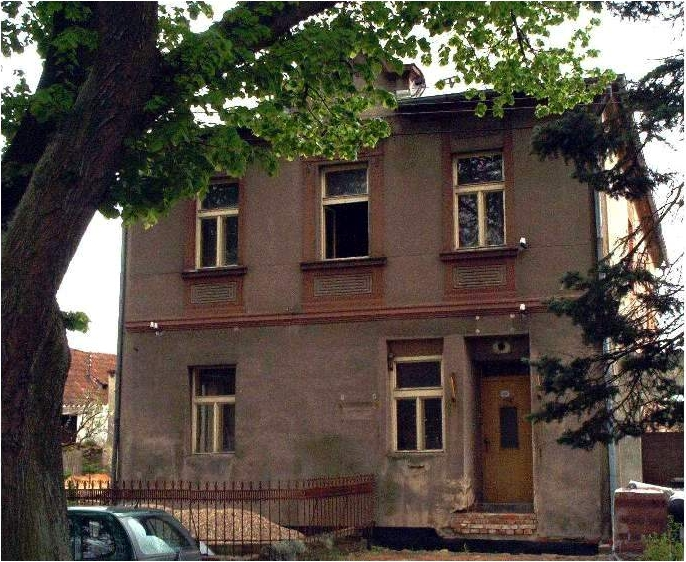
Szülőháza
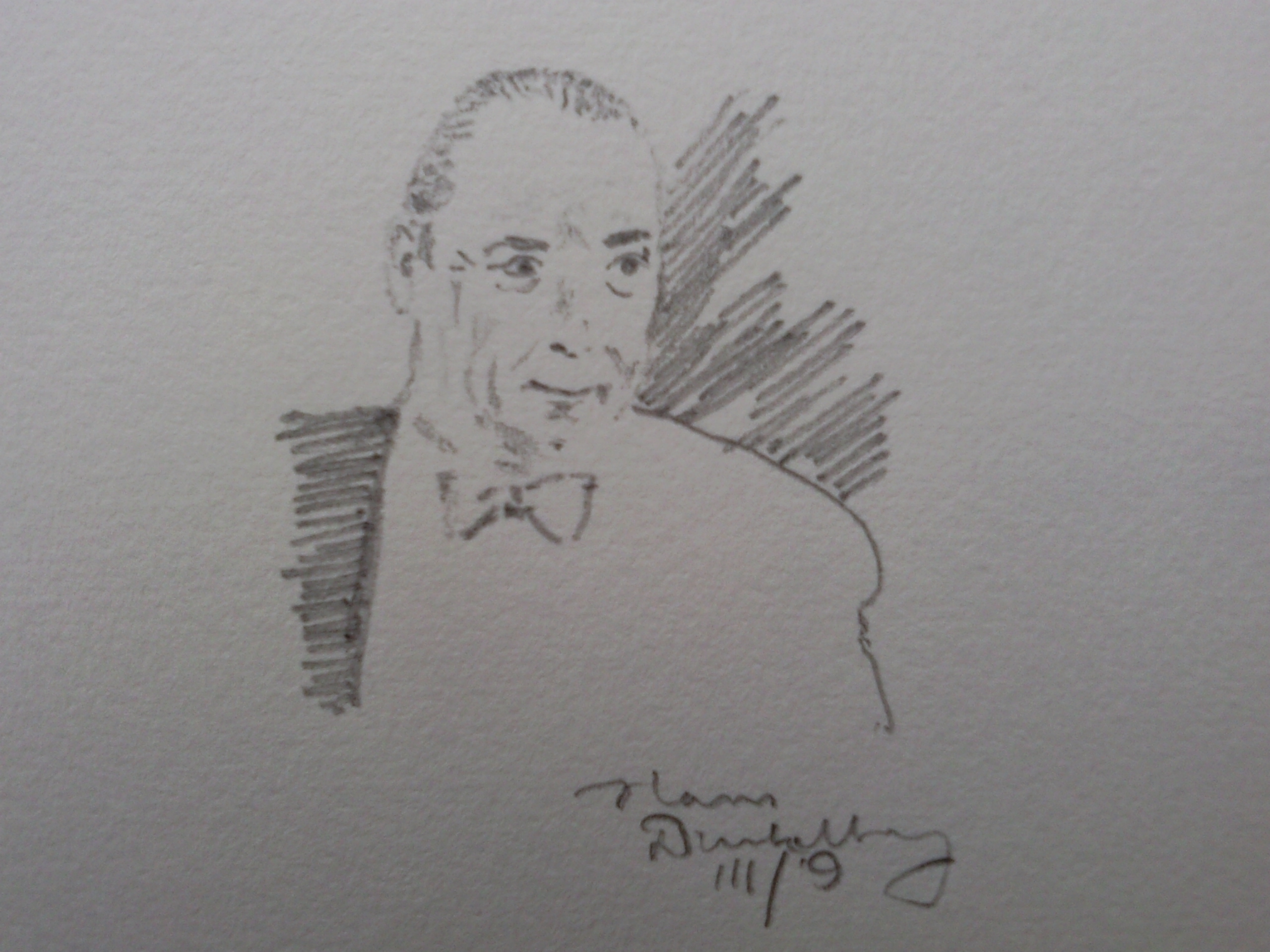
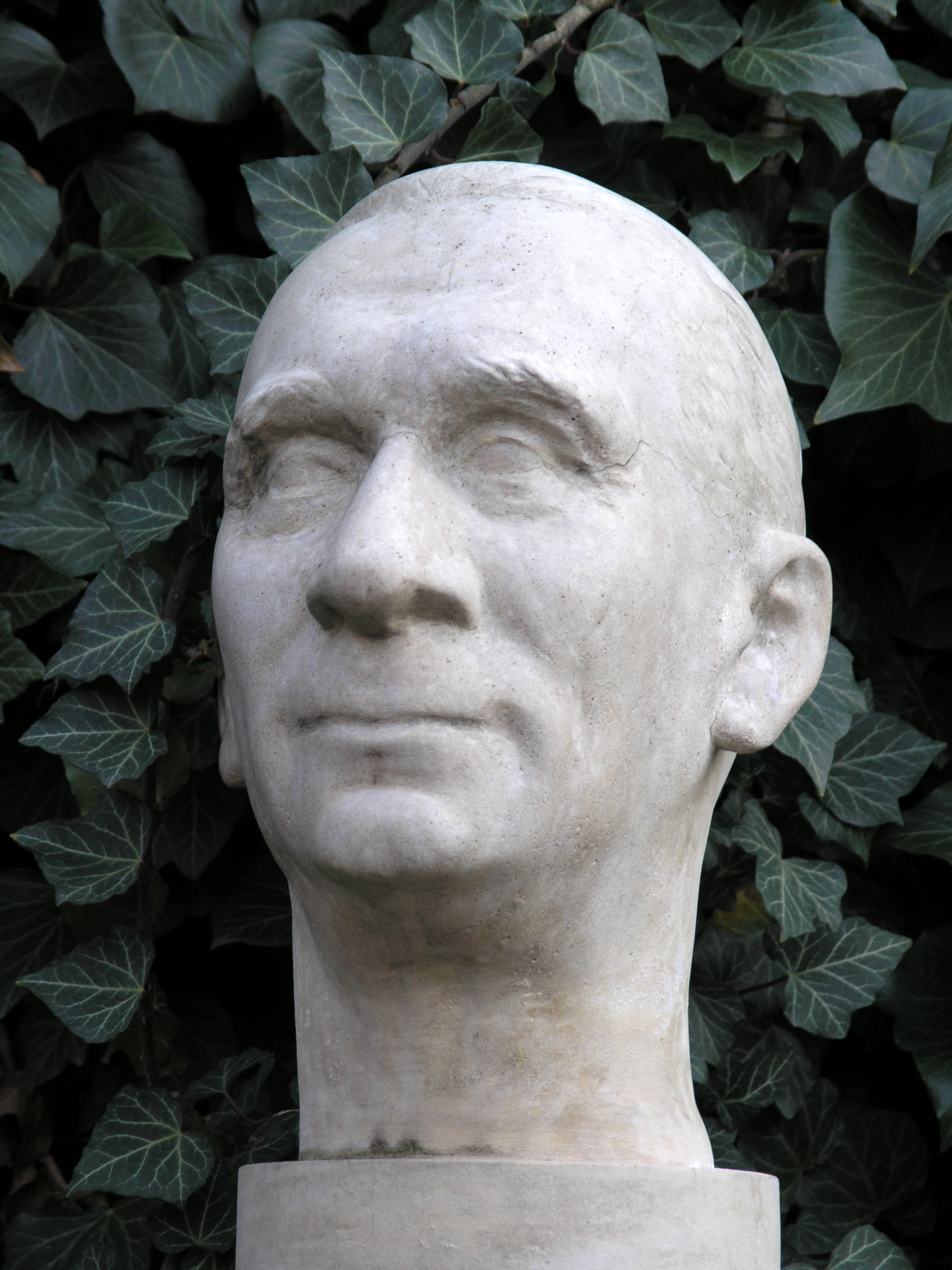
Síremléke a prágai Nemzeti Temetőben
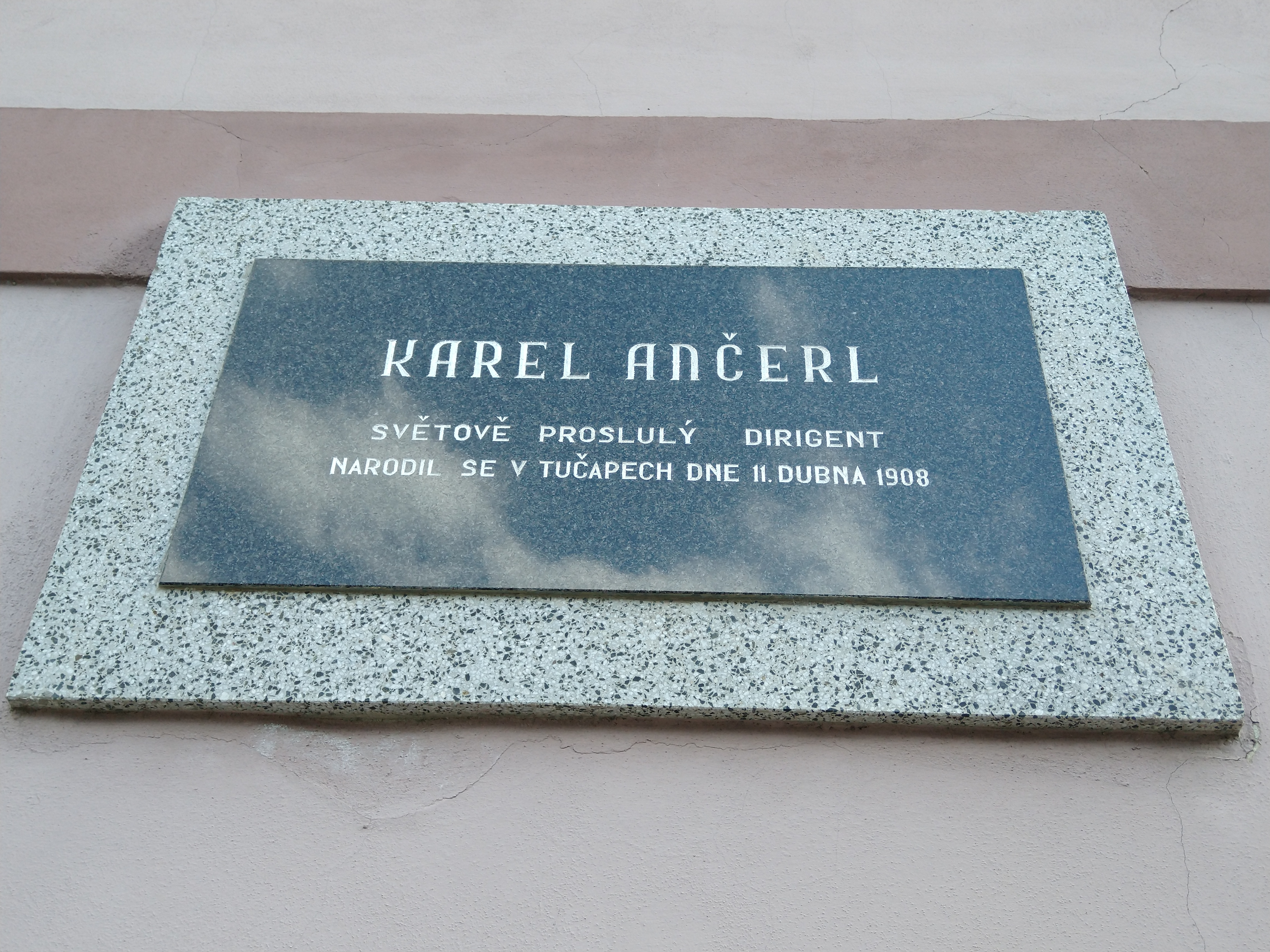
Emléktáblája

## Emlékezete
A prágai Nemzeti Temetőben nyugszik. 